# Африканский краснохвостый канюк
Африканский краснохвостый канюк (лат. Buteo auguralis) — вид птиц из семейства ястребиных. Подвидов не выделяют.

## Распространение
Африка южнее Сахары. Вне сезона размножения присутствуют севернее, в зоне сахели.

## Описание
Длина тела 35—40 см; вес самца 525—620 г; самки — 580—890 г. Представители полов отличаются только по размеру, при этом самка в среднем на 7 % крупнее и на 31 % тяжелее самца.
Голова и шея каштановые, нижняя часть тела, по крайней мере, у птиц из южной популяции, либо белая с коричневыми прожилками, либо с полностью коричневой грудкой. 
Эти птицы меньше и имеют другую среду обитания, по сравнению с Buteo augur, на которых их делает похожим красный хвост[значимость факта?].

## Биология
Питаются различными мелкими животными, в основном позвоночными.